# Äjteke Bi
Äjteke Bi (kaz. Әйтеке би, Äyteke Bī, ros. Айтеке-би; hist.: Nowokazalińsk, ros. Новоказалинск, kaz. Жаңақазалы, Żangakazały) – osiedle typu miejskiego w Kazachstanie, w obwodzie kyzyłordyńskim. Liczy 38 046 mieszkańców. Rozwija się tu przemysł spożywczy.